# خبر دار

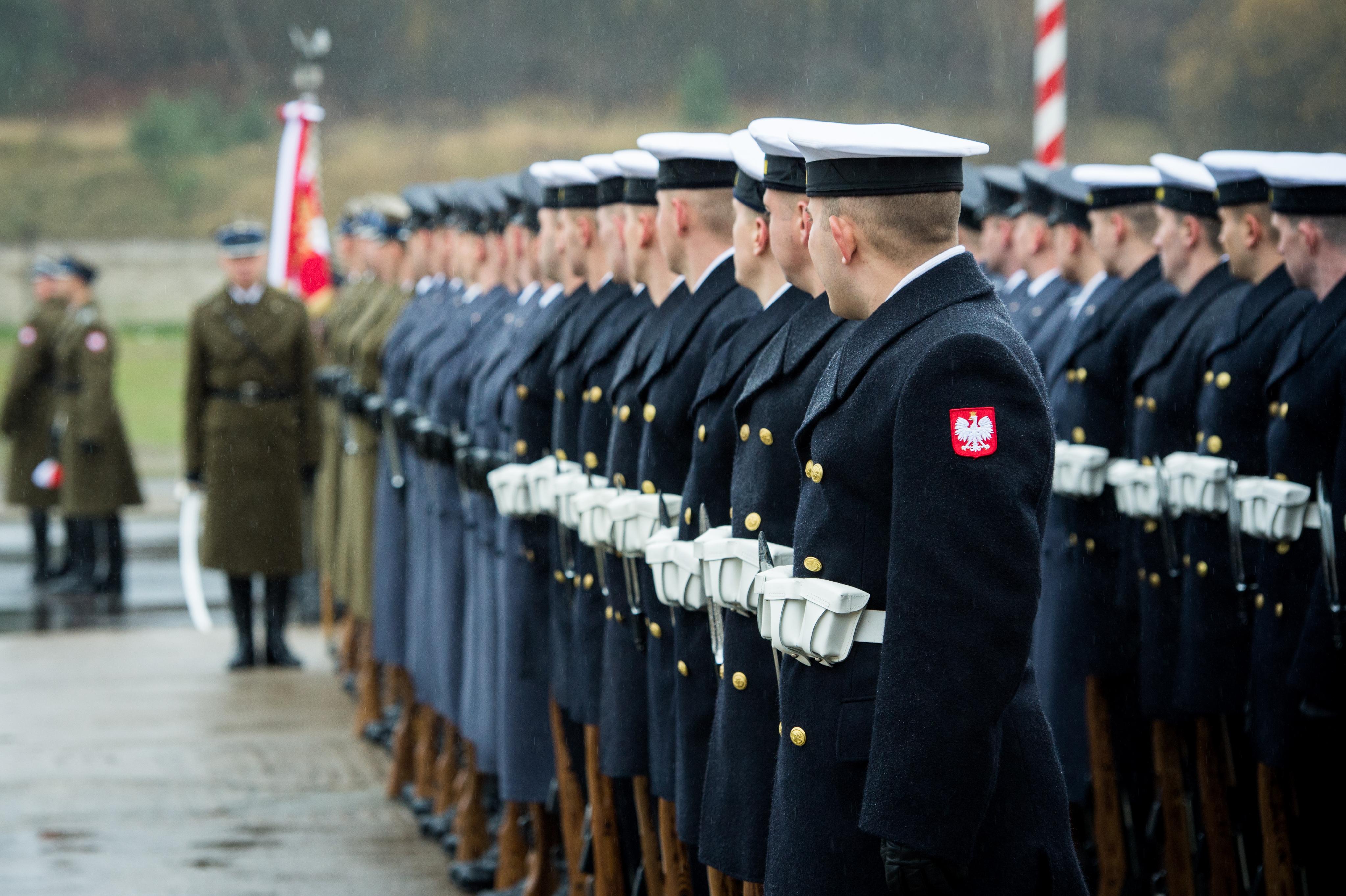
سربازان لهستانی در حالت خبر دار

خبر دار (به انگلیسی: At attention) یک حالت ایستادن نظامی می‌باشد. نظامیان از آن در شرایط احترام نظامی به پرچم، مقامات ارشد و هنگام اجرای مراسم استفاده می‌کنند. در این موقعیت شخص می‌بایستی خود را در حالت ایستاده، بازوها در امتداد بدن، پاشنه‌های پا چسبیده، سر بالا و کامل بی حرکت نگه دارد. خبر دار به منظور ادای احترام به ارشد تر و جهت دریافت دستورها و نظارت وی اجرا می‌شود.
این دستور با دستوری دیگر " آزاد " لغو می‌شود. این دستور می‌تواند با یک درود نظامی هم همراه باشد به این صورت که شخص دستور دهنده انگشتان دست راست را به هم چسبانده و ان را به صورت عمود به شقیقه خود بچسباند و تا زمانی که شخص مافوق دستور آزاد را ندهد شخص دستور گیرنده در همین حالت می‌بایستی بماند. این دستور در نیروهای مسلح کاربرد دارد.